# Flirt (voilier)
Pour les articles homonymes, voir Flirt (homonymie).
Le Flirt est une classe de voilier de 6 m avec cabine, construite par les chantiers Jeanneau du groupe Bénéteau.

## Description
Il existe en version dériveur lesté ou quillard. À l'intérieur, il est équipé de 4 couchettes et d'un petit bloc cuisine avec un réchaud à gaz et une bassine encastrée. Son programme d'utilisation est la croisière côtière familiale.